# Sonic the Fighters
Sonic the Fighters (ソニック・ザ・ファイターズ?, Sonikku za Faitāzu), conosciuto anche come Sonic Championship nelle versioni arcade occidentali, è un videogioco picchiaduro sviluppato da Sega AM2. Uscito per la prima volta nel 1996 nelle sale giochi sul sistema arcade Sega Model 2, Sonic the Fighters vede i giocatori impegnati in scontri uno contro uno con una serie di personaggi della serie Sonic the Hedgehog.
Sonic the Fighters è stato realizzato utilizzando il motore 3D del picchiaduro Fighting Vipers (1996), un alto gioco di Sega AM2, ed è stato il primo gioco 3D della serie Sonic. L'idea di un gioco picchiaduro di Sonic fu concepita quando un programmatore di Sega AM2 sperimentò un modello 3D di Sonic the Hedgehog in Fighting Vipers. La fluidità delle animazioni dei personaggi convinse Sonic Team ad approvare il progetto e a supervisionarlo.
Una versione console per Sega Saturn era stata inizialmente annunciata, ma in seguito è stata cancellata e il gioco è rimasto un'esclusiva arcade fino al 2005, dove divenne disponibile nella compilation Sonic Gems Collection per GameCube e PlayStation 2. È stato ripubblicato nel 2012 per PlayStation 3 e Xbox 360, con nuovi personaggi giocabili e una modalità versus online. In seguito è stato anche incluso come gioco bonus nella serie Like a Dragon.
Sonic the Fighters ha ricevuto recensioni contrastanti. La critica ha lodato la grafica, in particolare le animazioni in stile cartone animato, ma ha criticato il gameplay, giudicato rudimentale. In definitiva, è stato considerato deludente per gli appassionati del genere dei giochi picchiaduro, ma una novità poco nota per i fan di Sonic.

## Trama
La storia inizia con l'apparizione improvvisa di una grande quantità di robot distruttivi in luoghi precedentemente pacifici grazie agli interventi di Sonic. Tails sospetta che il responsabile dietro a tutto ciò sia il Dr. Robotnik, ma non riesce a capire da dove provengano i robot. Ricevono un messaggio di emergenza da Espio, il quale mostra un video che rivela come Robotnik stia inviando i suoi robot da una gigantesca fortezza spaziale orbitante, il Death Egg II. Deciso ad affrontare la minaccia, Sonic decide di raggiungere il Death Egg II da solo utilizzando il Lunar Fox, un razzo spaziale monoposto ideato da Tails. Tuttavia, per far decollare il Lunar Fox, è necessario inserire otto Smeraldi del Caos per alimentare la nave. Nel frattempo, gli amici di Sonic, sparsi in tutto il mondo, custodiscono segretamente gli Smeraldi del Caos per impedire che finiscano nelle mani di Robotnik, ma uno di essi viene rubato da Fang.
Nella loro prima tappa per ottenere gli Smeraldi del Caos, Sonic e Tails si recano da Knuckles. Tuttavia, una volta a conoscenza della situazione, Knuckles inizia a provocare Sonic sostenendo che solo i più duri tra loro potranno utilizzare il Lunar Fox per raggiungere Robotnik, dato che la navicella è progettata per un solo passeggero. Convinto di essere il più forte, Sonic accetta la sfida di Knuckles e si prepara a combatterlo, ma Tails si frappone tra i due. Propone quindi di risolvere la questione in modo leale sul ring: il vincitore avrà il diritto di utilizzare il Lunar Fox per raggiungere il Death Egg II sfidando tutti coloro che possiedono gli Smeraldi del Caos.
Uno dei combattenti, a scelta del giocatore, arriva alla fine del torneo. Qui, Robotnik fa la sua comparsa e crea un doppione del personaggio per sconfiggerlo. Tuttavia, il protagonista riesce a superare la sfida e a dirigersi con il Lunar Fox verso il Death Egg II. Una volta lì, si trova faccia a faccia con Metal Sonic in un inaspettato confronto. Dopo averlo sconfitto, il Death Egg II inizia a precipitare e il Dr. Robotnik, equipaggiato con il suo E-Mech, sfida il vincitore. Utilizzando il potere degli Smeraldi del Caos, il protagonista sconfiggere lo scienziato e fugge dal Death Egg II con il Lunar Fox prima che esploda. Nella sequenza dei titoli di coda, si vece che Robotnik e Metal Sonic sono scampati all'esplosione e ritornano sul pianeta.

## Modalità di gioco
Sonic the Fighters è un picchiaduro in 3D in cui i giocatori si sfidano in scontri uno contro uno con i personaggi della serie Sonic the Hedgehog in dieci diverse arene (South Island, Flying Carpet, Aurora Icefield, Mushroom Hill, Canyon Cruise, Casino Night, Dynamite Plant, Giant Wing, Death Egg's Hangar e Death Egg's Eye). La versione originale arcade e quella del 2005 presentavano otto personaggi giocabili: Sonic the Hedgehog, Miles "Tails" Prower, Knuckles the Echidna, Amy Rose, Espio the Chameleon, Fang the Sniper, Bean the Dynamite e Bark the Polar Bear. Sonic può trasformarsi in Super Sonic attivando la Hyper Mode durante il secondo round contro Metal Sonic. Tuttavia, questa trasformazione è possibile solo se il giocatore non ha perso una vita dal primo incontro in poi. La riedizione del 2012 ha aggiunto Metal Sonic, Dottor Robotnik e Honey the Cat alla rosa dei personaggi giocabili, tutti precedentemente accessibili solo attraverso l'hacking della versione arcade originale. Honey è basato su un personaggio omonimo di Fighting Vipers (1996).
Il gameplay è analogo a quello della serie Virtua Fighter e adotta semplice meccaniche da picchiaduro; ogni personaggio può sferrare pugni, calci e utilizzare una barriera difensiva. La combinazione di determinati tasti consente inoltre di eseguire una serie di mosse speciali uniche per ogni personaggio. La barriera può bloccare gli attacchi, ma può essere danneggiata ed eventualmente distrutta da un avversario; i giocatori hanno accesso a un numero limitato di barriere per partita. La barriera non protegge dalle prese, dagli attacchi alle spalle e dalle mosse più potenti. I giocatori possono sacrificare una barriera per entrare temporaneamente in "Hyper Mode", che consente loro di eseguire diversi attacchi in rapida successione. Alcuni attacchi possono essere evitati accovacciandosi o schivando. I giocatori possono anche eseguire un "atterraggio sicuro", che consente loro di rialzarsi rapidamente quando vengono lanciati in aria.
Il personaggio che ha messo a K.O. l'avversario o che ha più punti salute alla fine del round, vince il combattimento. Nella modalità Arcade, il giocatore combatte contro ciascuno dei personaggi (compreso un doppelgänger grigio del personaggio scelto dal giocatore), affrontando infine il miniboss Metal Sonic e il boss finale Dr. Robotnik. È possibile giocatore in due nella modalità VS.. Nella riedizione del 2012, questa modalità consente inoltre ai giocatori di impersonare il Dr. Robotnik e Metal Sonic.

## Sviluppo e pubblicazione
Sonic the Fighters è stato sviluppato da Sega AM2, il team di sviluppo di giochi arcade di Sega che ha lavorato alla serie Virtua Fighter. L'idea di un titolo picchiaduro di Sonic the Hedgehog è stata concepita da Yu Suzuki, sviluppatore capo di AM2, che ha visto uno dei suoi programmatori dilettarsi con un modello di Sonic the Hedgehog in Fighting Vipers di AM2. Suzuki propose l'idea di un gioco picchiaduro di Sonic a Hiroshi Kataoka, un altro dei capi di AM2. Poiché Sonic Team era responsabile delle licenze dei personaggi di Sonic, Kataota dovette presentare l'idea al capo di Sonic Team, Yūji Naka. Kataoka temeva che Naka non avrebbe gradito l'idea di far combattere i personaggi di Sonic tra loro, ma Naka si dimostrò ricettivo. All'inizio Naka era preoccupato che Sonic non fosse in grado di combattere, vista la sua grande testa e le sue braccia corte, ma fu entusiasta dopo aver visto l'animazione fluida realizzata dal team di Suzuki. Anche il character designer originale di Sonic, Naoto Ōshima, fu soddisfatto delle animazioni di Sonic. Sega AM2 iniziò lo sviluppo con Sonic Team che supervisionava l'implementazione dei personaggi e dell'ambientazione. Svilupparono per la scheda arcade Sega Model 2 utilizzando il motore di Fighting Vipers come base da cui partire.
Poiché era la prima volta che Sonic veniva renderizzato con la grafica 3D, Naka diede a Kataoka una statuetta di Sonic per aiutare il suo team a modellare il personaggio. Suzuki si concentrò sulla modellazione corretta dei volti dei personaggi; in modo che fossero immediatamente riconoscibili nelle sale giochi. Il team di sviluppo aggiunse il meccanismo della barriera perché le braccia dei personaggi erano troppo piccole per far apparire distinti i classici blocchi. Inoltre, hanno aggiunto dei ring (anelli) che cadono quando un giocatore viene colpito per rendere più facile per i principianti valutare l'entità dei danni subiti, invece di fare riferimento alla barra della salute. AM2 ha valutato la possibilità di raccogliere i ring caduti per ripristinare la salute o la forza della barriera, ma alla fine non ha incluso questa funzione. Hanno reso i controlli semplici per aiutare i principianti del genere.
Nelle prime versioni prototipo mostrate alla stampa, solo Sonic e Tails erano presenti mentre combattevano in un livello basato su Green Hill Zone. Altri personaggi furono successivamente aggiunti, con Naka che chiese personalmente ad AM2 di creare nuovi personaggi per l'universo di Sonic. Suzuki scherzosamente commentò che chiunque si cimenti in un gioco di Sonic ha il dovere di creare nuovi personaggi. Fu così che nacquero due nuovi personaggi, Bean the Dynamite e Bark the Polar Bear. Il design di Bean era ispirato ai protagonisti del gioco arcade di Sega Dynamite Düx (1989). Negli anni successivi, alcuni hacker scoprirono che Honey di Fighting Vipers era nascosta in Sonic the Fighters come personaggio giocabile, modellata come un gatto antropomorfo. Kataoka ritiene che il designer del personaggio di Honey l'abbia inserita di proposito.
Sonic the Fighters è stato pubblicato per la prima volta nelle sale giochi giapponesi nel giugno 1996, seguito da un'uscita limitata in Nord America nel mese di luglio. Grazie ai controlli semplificati, il gioco è stato commercializzato per i principianti, tra cui donne e bambini. Inizialmente, la divisione statunitense di Sega esitava a pubblicare Sonic the Fighters in Nord America per timore di associare la mascotte aziendale a combattimenti sanguinosi e spietati. In tutti i mercati d'oltreoceano, il gioco è stato commercializzato come Sonic Championship, pur mantenendo il titolo originale Sonic the Fighters sulla schermata principale. In questa versione, il nome di Eggman è stato cambiato in Robotnik per mantenere coerenza con l'appellativo adottato in Occidente per il personaggio, anche se nel filmato di apertura viene erroneamente indicato come "Robotonic". Nell'agosto 2005, ha ricevuto la sua prima versione per console domestiche attraverso Sonic Gems Collection, una compilation di giochi di Sonic per GameCube e PlayStation 2. La raccolta presentava anche Sonic CD, Sonic R e diversi titoli della serie per Game Gear. Questa versione ha aggiunto la possibilità di regolare il sonoro, ascoltare la musica del gioco e cambiare la risoluzione dello schermo. Inoltre, sono state aggiunte delle opzioni per le modalità principali, che ad esempio consentono di scegliere il numero di round per ogni match oppure il tempo limite. Alla fine del 2012, Sonic the Fighters è stato pubblicato per PlayStation 3 e Xbox 360, tramite i servizi PlayStation Network e Xbox Live . Su PlayStation Network, il gioco è stato pubblicato il 27 novembre in Nord America, il 28 novembre in Giappone e il 5 dicembre in Europa. Su Xbox Live invece è stato reso disponibile il 28 novembre in tutte le regioni. Questa versione ha aggiunto Metal Sonic, Dottor Robotnik e Honey the Cat come personaggi giocabili e presenta una nuova modalità multigiocatore online con le relative opzioni e classifiche, nonché trofei e obiettivi. Sonic the Fighters è giocabile nelle sale giochi in Lost Judgment (2021), dove è stato aggiunto come parte del 30º anniversario della serie Sonic, e Like a Dragon Gaiden: The Man Who Erased His Name (2023). Questa versione del gioco mantiene i personaggi nascosti delle riedizioni digitali.
Nel 2006 Kataoka ha dichiarato che Sonic the Fighters era il gioco di cui andava più fiero. Anche Naka ha approvato il prodotto finale.

### Port annullato per Sega Saturn
Nelle prime fasi di sviluppo, Sega stava progettando di realizzare un port di Sonic the Fighters per Sega Saturn. Le finestre di uscita iniziali erano state ipotizzate per la fine del 1996, pochi mesi dopo l'uscita prevista per le sale giochi. Alla convenzioni di videogiochi E3 1996, un rappresentante di SquareSoft ricevette una demo privata del nuovo software di sviluppo del Sega Saturn e riferì alla stampa che era stata mostrata una versione Saturn di Sonic the Fighters. Nel 1997, Computer and Video Games riportò una voce secondo cui Sonic the Fighters sarebbe uscito per Saturn in Giappone a metà anno e in Nord America un paio di mesi dopo. Nel 1998, il port per Saturn era ancora programmato per l'uscita in Giappone, anche se la pubblicazione in Nord America era stata abbandonata. Alla fine, un port per Saturn non fu mai distribuito. Yojiro Ogawa di Sonic Team ha dichiarato a posteriori che Sonic the Fighters non è stato convertito su Saturn perché era difficile riprodurre un'esperienza simile alla versione arcade. A suo avviso, sono stati in grado di ottenere questo risultato quando il gioco è stato ripubblicato nel 2005 all'interno di Sonic Gems Collection.

## Colonna sonora
La colonna sonora è stata composta dai compositori Maki Morrow e Takenobu Mitsuyoshi. Un album ufficiale intitolato Sonic the Fighters Sound Tracks (ソニックファイターズサウンドトラックス?, Sonicku: Faitazu Soundo Torakkusu) è stato pubblicato il 26 settembre 1996 dalle etichette Futureland e Toshiba EMI. L'album presenta un totale di 24 tracce, di cui 22 regolari e 2 bonus. Le tracce bonus, Character Select e Sunset Town, rappresentano rispettivamente una versione alternativa della musica della schermata di selezione del personaggio e un brano destinato a un'arena di gioco inutilizzata. Inoltre, nel libretto dell'album, la traccia Character Select è citata con un titolo alternativo, Get Into the Wave. Nella modalità Museo di Sonic Gems Collection sono inoltre inclusi due brani extra sbloccabili, Are You Brave?, un remix della traccia Advertise — K.I.Y.O., e Fairy of A.I.F, un remix di Aurora Icefield — Black Bed
Musiche di Maki Morrow e Takenobu Mitsuyoshi.
1. Advertise — K.I.Y.O. – 2:14 (musica: Maki Morrow)
2. Get Into The Wave II (CSelect) – 1:49 (musica: Maki Morrow e Takenobu Mitsuyoshi)
3. Game Start — Are You Ready – 0:05 (musica: Maki Morrow)
4. South Island — Lovers – 2:45
5. Flying Carpet — Back to Soul – 3:11 (musica: Maki Morrow)
6. Aurora Icefield — Black Bed – 2:20 (musica: Maki Morrow e Takenobu Mitsuyoshi)
7. Mushroom Hill — Come On, Mr.Sonic – 2:17 (musica: Maki Morrow)
8. Canyon Cruise — Blue Garden – 3:28 (musica: Maki Morrow e Takenobu Mitsuyoshi)
9. Casino Night — Here We Go – 2:28 (musica: Maki Morrow)
10. Dynamite Plant — Try Again – 2:42 (musica: Maki Morrow)
11. Giant Wing — Fire Stone – 3:02 (musica: Maki Morrow)
12. Chaos Emerald — Emerald – 0:07 (musica: Maki Morrow)
13. Death Egg — Never Let It Go – 2:34 (musica: Maki Morrow)
14. Death Egg’s Hangar — Hurry Up – 2:21 (musica: Maki Morrow)
15. Mission Complete — Egg Fanfare – 0:07 (musica: Maki Morrow)
16. Super Sonic — Everything – 3:17 (musica: Maki Morrow)
17. Sonic vs Knuckles — North Wind – 2:55 (musica: Maki Morrow)
18. You’re Winner — Winner’s Fanfare – 0:07 (musica: Maki Morrow)
19. Name Entry — What’s Your Name? – 1:22 (musica: Maki Morrow)
20. Ending Theme — Take Me Away – 2:11 (musica: Maki Morrow)
21. Continue – 0:17 (musica: Maki Morrow e Takenobu Mitsuyoshi)
22. Game Over – 0:08 (musica: Maki Morrow e Takenobu Mitsuyoshi)
23. Character Select (Bonus Track) – 2:47 (musica: Maki Morrow)
24. Sunset Town (Bonus Track) – 2:22 (musica: Maki Morrow e Takenobu Mitsuyoshi)

## Accoglienza
| Testata                            | Versione | Giudizio |
| ---------------------------------- | -------- | -------- |
| GameRankings (media al 09-12-2019) | X360     | 51.00%   |
| Metacritic (media al 04-03-2024)   | X360     | 47/100   |
| AllGame                            | ARC      | 3/5      |
| AllGame                            | PS3      | 2.5/5    |
| AllGame                            | X360     | 2.5/5    |
| GamesMaster                        | X360     | 50%      |
| Official Xbox Magazine (USA)       | X360     | 5.0/10   |
| X360                               | X360     | 2/10     |

Nel luglio 1996, Game Machine ha indicato Sonic the Fighters come il tredicesimo gioco arcade più popolare in Giappone all'epoca. Dopo aver visto la demo del gioco a un'esposizione di sale giochi giapponesi, GamePro ha condiviso la sua ammirazione per le animazioni simili a quelle dei cartoni animati, paragonandola a quella dei Looney Tunes. Next Generation ha dato una recensione media, lodando la grafica ma criticando il gameplay. I redattori hanno ritenuto che gli sfondi e le animazioni dei personaggi fossero ben dettagliati, ma ritennero che i fan più accaniti dei giochi picchiaduro sarebbero rimasti delusi dalla mancanza di profondità di gioco. In conclusione hanno dato al gioco 3 stelle su 5, definendolo un gioco divertente che "sfrutta l'ambiente di Sonic senza risultare troppo aggressivo". Il sito web AllGame ha dato al titolo tre stelle su cinque, anche se non ha fornito una recensione più approfondita.
La critica ha espresso giudizi contrastanti sulla sua riedizione del 2005 in Sonic Gems Collection. Sia IGN che GameSpy lo hanno definito una versione ridotta dell'originale Virtua Fighter, mentre GameSpot ha ritenuto che si trattasse di una versione semplificata di Virtua Fighter 2. Il gameplay è stato criticato, con la maggior parte dei recensori che lo hanno descritto come rudimentale, semplice e datato. A ciò contribuì la mancanza di combo estese e di profondità nella strategia di gioco. Alcuni critici raccomandarono il gioco ai fan della serie Sonic per la novità di vedere un nutrito gruppo di personaggi di Sonic combattere con mosse simili a quelle dei cartoni animati e perché questa versione era l'unico modo per giocarlo in formato casalingo al tempo. Un critico di GameZone ha definito Sonic the Fighters come qualcosa di simile al primo Virtua Fighter, ma a un livello molto più semplice e adatto ai bambini. Nintendo World Report ha ritenuto che il gioco non fosse assolutamente divertente in singolo, ma la sua abbondanza di mosse e i personaggi familiari lo rendevano un passabile, anche se non entusiasmante, ammazza tempo in multiplayer a brevi intervalli. SpazioGames.it invece lo ha trovato un simpatico picchiaduro senza ambizioni, ma divertente, soprattutto in due. Secondo Multiplayer.it che imitava in malo modo Virtua Fighter, ma con meno sostanza. Inoltre, in confronto a Sonic R, deludeva nell'ambito grafica per via dei modelli poligonali ritenuti brutti e le animazioni scadenti.
La riedizione del 2012 ha ricevuto recensioni sfavorevoli. Official Xbox Magazine lo ha definito un titolo interessante ma poco noto, sottolineando la sua importanza nella storia di Sega. Tuttavia, ha criticato la mancanza di serietà nel gameplay, specialmente come gioco picchiaduro, anche se ha elogiato la grafica in stile cartoon. L'effetto di schiacciamento e allungamento dei personaggi è stato considerato un elemento raro e innovativo, ancora poco comune nel 2012. Al contrario, GamesMaster ha ritenuto che il gioco mancasse di profondità rispetto ad altri titoli picchiaduro. X360 ha criticato il gameplay ripetitivo e semplificistico, lamentando il fatto che il gioco scoraggiasse l'uso delle abilità.

## Fumetti
Nel 2015 il gioco ha avuto un adattamento a fumetti nella serie Sonic the Hedgehog edita da Archie Comics, dal numero 268 al numero 271. Questa versione della storia introduce i personaggi Honey the Cat e Breezie the Hedgehog nella trasposizione a fumetti, cambiando però il numero degli smeraldi presenti da otto a uno.
Nel 2024 IDW Publishing ha utilizzato il concetto dell'ottavo Smeraldo del Caos per una miniserie dedicata a Fang.

## Eredità
Nonostante le recensioni nella media e la mancanza di un sequel, nel 2003 Sonic Team ha pubblicato un picchiaduro intitolato Sonic Battle su Game Boy Advance. Successivamente, Sonic the Hedgehog è apparso in Super Smash Bros. Brawl e Super Smash Bros. for Nintendo 3DS e Wii U. I personaggi Bark e Bean sono stati inclusi come personaggi giocabili nel crossover Fighters Megamix, che univa personaggi di Fighting Vipers e Virtua Fighter. Inoltre, i due personaggi hanno fatto un cameo nel livello City Escape in Sonic Generations (2011) e sono apparsi come illusione in Sonic Mania (2017).
A partire dal 2021, Bean e Bark, assieme a Fang, costituiscono un trio di mercenari noto come Gang di Fang, introdotto nei fumetti IDW.